# Finestra oval

Anatomia de l'orella humana:
1: Orella externa.
5: Orella mitjana.
13: Orella interna:
14: Laberint: 15: Conducte semicircular, 16: Vestíbul: 17: Finestra oval, 18: Finestra rodona. 19: Còclea.
20: Nervi vestibular, 21: Nervi coclear, 22: Conducte auditiu intern.
Altres: 11: Os temporal, 23: Nervi auditiu.

La finestra oval o finestra vestibular coberta per una membrana, comunica l'orella mitjana amb l'orella interna. És reniforme (amb forma de ronyó) limitant la caixa timpànica amb el vestíbul de l'orella interna, el seu diàmetre és sempre horitzontal, i la seva frontera és convexa cap amunt. S'hi recolza la base de l'estrep, la circumferència del qual es fixa amb el lligament anular al marge del forat. Transmet les vibracions transmeses pels tres ossicles a la rampa vestibular de la còclea. I aquesta transemet totes les vibracions.